# Michel Dubois (théâtre)
Pour les articles homonymes, voir Dubois et Michel Dubois.
Michel Dubois, né le 21 septembre 1937 à Bienne (Suisse) et mort à Paris le 4 juillet 2021, est un metteur en scène et directeur de théâtre français.

## Biographie
Formé entre 1958 et 1961 à l'école du Centre dramatique de l'Est, dirigé par Hubert Gignoux, il commence sa carrière en 1961 comme comédien et assistant Jean Dasté à la Comédie de Saint-Étienne. Il y fait ses premières mises en scène : Les Joueurs de Gogol, L'Officier recruteur de Farquhar, Andorra de Max Frisch, La Double Inconstance de Marivaux, La Dernière Bande de Beckett et Christophe Colomb ou les Débuts de l'Époque Indienne de Peter Hacks...
Il participe à la fondation du Centre dramatique national de Besançon et de Franche-Comté lors de la saison 1971/1972. Il y met en scène Le Testament du chien de l'auteur brésilien Ariano Suassuna.
En 1970, la Comédie de Caen, Centre Dramatique National en préfiguration, est créée à la suite de la disparition de la Maison de la Culture. Jo Tréhard en est l'animateur. À son décès, en 1972, Michel Dubois lui succède et le ministre de la culture (Jacques Duhamel) officialise l'existence de la Comédie de Caen.
Le projet de Michel Dubois, en marge des créations théâtrales, est d'inclure les missions de la MDC sur la musique, la danse et les arts plastiques.*
Avec la collaboration de son assistant Claude Yersin, et pendant cinq saisons, Dubois se consacre entièrement à la création de textes contemporains : Handke, Fassbinder, Kroetz, Forte, Vinaver, Brecht, Botho Strauss, Wenzel, Wymark, Bond, Stott, Liger, etc. La marque du théâtre contemporain allemand est alors un axe prioritaire.
En 1980, la création du Désamour, qui remporte un énorme succès, et qui est basée sur les œuvres de plus de quarante auteurs, révèle aussi l'importance du groupe d'acteurs permanents qui participe activement aux créations et travaux divers qui élaborent la dramaturgie du CDN. Est à signaler aussi la présence, en permanence, d'un auteur, Daniel Besnehard, d'un scénographe et graphiste, Louis Taulelle puis d'un graphiste plasticien, Hervé Perdriolles, et du photographe Tristan Valès.
Pendant la décennie suivante, le répertoire prendra une place importante mais généralement sur des œuvres dites secondaires ou peu connues de Shakespeare, Musset, Gorki, Sophocle, Lenz, Gide, Kleist, Strindberg, Mairet, Congreve, Pirandello, Schnitzler, Büchner, Molière, Mérimée, ...
Dans la dernière décennie à la Comédie de Caen, Dubois poursuivra son travail de création contemporaine avec des auteurs tels que Besnehard, Achtenbusch, Duras, Lemahieu, J. L. Benoit, Cormann, Fix, Agota Kristof, Belbel, Shaw, ...
En 1997, il succède à René Loyon à la direction Nouveau Théâtre de Besançon pour six ans. Michel Dubois, avec la complicité de Guillaume Dujardin, y poursuit son travail consacré en majorité à la création contemporaine : Maffouz, Hrabal, Barker, Witkiewicz, ... mais aussi Ibsen, Pirandello, Shakespeare, ...
Parallèlement, Michel Dubois préside également le Syndicat national des entreprises artistiques et culturelles (Syndeac) de 1991 à 1994, et le Centre national du théâtre de 2002 à 2006.
Présent sur la liste de Philippe Duron aux élections municipales de 2008 à Caen en tant que représentant de la société civile, il est élu adjoint chargé de la Culture.
Il se retirera de cette fonction en janvier 2009.
Après 2006, il quitte toute fonction institutionnelle, aura quelques activités théâtrales et cinématographiques et s'intéresse de plus en plus à la création d'arts plastiques contemporains.

## Théâtre

### Comédien
- 1962 : La Charrue et les étoiles de Sean O'Casey, mise en scène Jean Dasté, Comédie de Saint-Étienne, Théâtre Montparnasse
- 1966 : Un homme seul d'Armand Gatti, mise en scène de l'auteur, Comédie de Saint-Étienne
- 1966 : Maître Puntila et son valet Matti, mise en scène de John Blatchley, Comédie de Saint-Étienne : Eino Silakka, l'attaché d'ambassade[2]
- 1967 : Les Derniers de Maxime Gorki, mise en scène Jean Dasté, Comédie de Saint-Étienne
- 1967 : Le Revizor de Nicolas Gogol, mise en scène Edmond Tamiz, Comédie de Saint-Étienne Théâtre de l'Est parisien
- 1968 : Le Dragon d'Evgueni Schwarz, mise en scène Antoine Vitez, Comédie de Saint-Étienne, Maison de la Culture de Grenoble, Maison de la Culture de Bourges
- 1969 : Avoir de Julius Hay, mise en scène Pierre Vial, Comédie de Saint-Étienne
- 1989 : Dialogues d'exilés de Bertolt Brecht, mise en scène Jean-Yves Lazennec, Comédie de Caen, Théâtre 71
- 1990 : Dialogues d'exilés de Bertolt Brecht, mise en scène Jean-Yves Lazennec, Comédie de Caen
- 1992 : La Fabrique de couleurs d'Olivier Dutaillis, mise en scène Jean-Claude Penchenat, Rencontres d'été Chartreuse de Villeneuve-lès-Avignon
- 1995 : La Botte et sa chaussette de Herbert Achternbusch, mise en scène Jean-Yves Lazennec, Michel Dubois, Lucien Marchal, Comédie de Caen, Nouveau théâtre d'Angers
- 1996 : La Botte et sa chaussette de Herbert Achternbusch, mise en scène Jean-Yves Lazennec, Michel Dubois, Lucien Marchal, Théâtre de Bourg-en-Bresse
- 2007 : Révélations de Howard Barker, mise en scène Guillaume Dujardin, Comédie de Caen, Théâtre national de Nice, tournée
- 2008 : Révélations de Howard Barker, mise en scène Guillaume Dujardin, tournée

### Metteur en scène
- 1965 : Andorra de Max Frisch, mise en scène avec Jean Dasté, Comédie de Saint-Étienne
- 1972 : Le Drame des mots de [Montage d'après [Peter Handke], Comédie de Caen[3].
- 1972 : Titus Andronicus de William Shakespeare. Comédie de Caen
- 1973 : Martin Luther et Thomas Münzer de Dieter Forte, mise en scène avec Jo Tréhard, Théâtre de l'Est parisien, Comédie de Caen[4].
- 1976 : Les Estivants de Maxime Gorki, Comédie de Caen
- 1976 : Loin d'Hagondange de Jean-Paul Wenzel, Comédie de Caen
- 1977 : La Gangrène de Daniel Lemahieu, Festival d'Avignon
- 1977 : Lenz de Mike Stott d'après Georg Büchner, Comédie de Caen, Théâtre national de Chaillot
- 1979 : L'Imbécile d'Edward Bond, Comédie de Caen
- 1980 : Le Désamour Scènes de vie, de mort et de ménage, Comédie de Caen
- 1980 : Le Nouveau Menoza de Jakob Michael Reinhold Lenz, Festival d'Avignon, Comédie de Caen
- 1983 : Actes relatifs à la vie, à la mort et à l'œuvre de Monsieur Raymond Roussel, homme de lettres de Raymond Roussel, Leonardo Sciascia, Théâtre de Caen
- 1983 : La Dernière Bande de Samuel Beckett, Théâtre de Poche Montparnasse
- 1984 : La Double Inconstance de Marivaux, Théâtre de Caen
- 1984 : Été d'Edward Bond, Comédie de Caen
- 1986 : Amphitryon de Heinrich von Kleist, Maison des arts et de la culture de Créteil, Comédie de Caen
- 1987 : Titus Andronicus de William Shakespeare, Comédie de Caen, Théâtre d'Hérouville St-Clair (inauguration), Théâtre national de Chaillot (tournée)
- 1988 : Ainsi va le monde de William Congreve, Comédie de Caen
- 1988 : L'Étalon Or de Daniel Lemahieu, Comédie de Caen, Théâtre Ouvert
- 1991 : La Chambre et le Temps de Botho Strauss, Comédie de Caen
- 1991 : La Princesse de Milan d'après La Tempête de William Shakespeare, chorégraphie Karine Saporta, Festival d'Avignon, Comédie de Caen
- 1992 : La Tempête de William Shakespeare, Comédie de Caen
- 1993 : Un ciel pâle sur la ville de René Fix, mise en scène avec Jean-Yves Lazennec, Comédie de Caen
- 1994 : La Botte et sa chaussette d'Herbert Achternbusch, mise en scène avec Jean-Yves Lazennec, Comédie de Caen
- 1994 : Caresses de Sergi Belbel, Comédie de Caen
- 1994 : La serveuse quitte à quatre heures de Michel Simonot, Théâtre du Rond-Point
- 1995 : La Botte et sa chaussette de Herbert Achternbusch, mise en scène Jean-Yves Lazennec, Michel Dubois, Lucien Marchal, Comédie de Caen
- 1995 : La Seconde Surprise de l'amour de Marivaux, Comédie de Caen
- 1995 : Moi qui ai servi le Roi d'Angleterre d'après Bohumil Hrabal, Comédie de Caen
- 1996: Maison de veufs de George Bernard Shaw, Comédie de Caen
- 1998 : Le Marchand de Venise de William Shakespeare, Nouveau Théâtre de Besançon
- 1999 : La Maison des cœurs brisés de George Bernard Shaw, Comédie-Française
- 2001 : Si c'est un homme de Primo Levi, Nouveau Théâtre de Besançon
- 2001 : Solness le constructeur d'Henrik Ibsen, Nouveau Théâtre de Besançon
- 2002 : Vêtir ceux qui sont nus de Luigi Pirandello, Nouveau Théâtre de Besançon